# Василець Максим Юрійович
Максим Юрійович Василець (нар. 15 серпня 2005, Ірпінь, Київська область, Україна) — український футболіст, центральний півзахисник юнацького складу київського «Динамо», який виступає за луганську «Зорю».

## Клубна кар'єра
Народився в місті Ірпінь Київської області. В юнацьких обласних турнірах та ДЮФЛУ виступав за «Каскад» (Бровари), «Арсенал» (Біла Церква) та «Динамо» (Київ). На початку липня 2022 року переведений до юнацької (U-19) команди «Динамо».
У середині березня 2024 року відправився в оренду до «Зорі», де також грав за юнацьку команду луганчан. Вперше до заявки «мужиків» потрапив 25 листопада 2024 року на нічийний (1:1) виїзний поєдинок 14-го туру Прем'єр-ліги України проти житомирського «Полісся», але просидів усі 90 хвилин на лаві запасних. До завершення 2024-го календарного року загалом тричі потрапив до заявки «Зорі» на матчі вищого дивізіону чемпіонату України, але в жодному з них на полі не з'являвся. Наприкінці грудня 2024 року повернувся в розташування «Динамо», але вже наприкінці наступного місяця знову перейшов в оренду до «Зорі», розраховану до кінця сезону 2024/25 років. У Прем'єр-лізі України дебютував 23 лютого 2025 року в програному (1:2) виїзному поєдинку 18-го туру проти «Олександрії». Максим вийшов на поле в стартовому складі, а на 62-й хвилині його замінив Олександр Яцик.

## Кар'єра в збірній
На міжнародному рівні дебютував за юнацьку збірну України (U-17) 13 листопада 2021 року в переможному (3:0) домашньому поєдинку 11-ї групи кваліфікації юнацького (U-17) чемпіонату Європи проти однолітків з Казахстану. Василець вийшов на поле в стартовому складі, а на 46-й хвилині його замінив Назар Янчишин. Загалом з 2021 по 2022 рік провів 5 матчів у футболці команди U-17.
У футболці юнацької збірної України (U-19) дебютував 10 жовтня 2023 року в програному (2:4) виїзному товариському поєдинку проти юнацької збірної Південної Кореї (U-18). Максим вийшов на поле в стартовому складі, на 24-й хвилині відзначився своїм першим голом на міжнародному рівні, а на 61-й хвилині його замінив Дмитро Годя. Загалом за команду U-19 провів 3 матчі та відзначився 1-м голом.